# Муниципальное образование город Ершов
Муниципальное образование город Ершов — городское поселение в Ершовском районе Саратовской области Российской Федерации.
Административный центр — город Ершов.

## История
Статус и границы городского поселения установлены Законом Саратовской области от 27 декабря 2004 года № 82-ЗСО «О муниципальных образованиях, входящих в состав Ершовского муниципального района»

## Население
| 2009    | 2010    | 2011    | 2012    | 2013    | 2014    | 2015    |
| ------- | ------- | ------- | ------- | ------- | ------- | ------- |
| 23 384  | ↗23 414 | ↘23 365 | ↘23 131 | ↘22 837 | ↘22 660 | ↘22 444 |
| 2016    | 2017    | 2018    | 2019    | 2020    | 2021    |         |
| ↘22 159 | ↘21 848 | ↘21 403 | ↘21 024 | ↘20 552 | ↘19 588 |         |

## Состав городского поселения
| № | Населённый пункт | Тип населённого пункта        | Население |
| - | ---------------- | ----------------------------- | --------- |
| 1 | Ершов            | город, административный центр | ↘18 095   |
| 2 | Полуденный       | посёлок                       | ↘296      |
| 3 | Прудовой         | посёлок                       | ↘363      |
| 4 | Тулайково        | посёлок                       | ↘418      |
| 5 | Учебный          | посёлок                       | ↘823      |